# Contaminació difusa

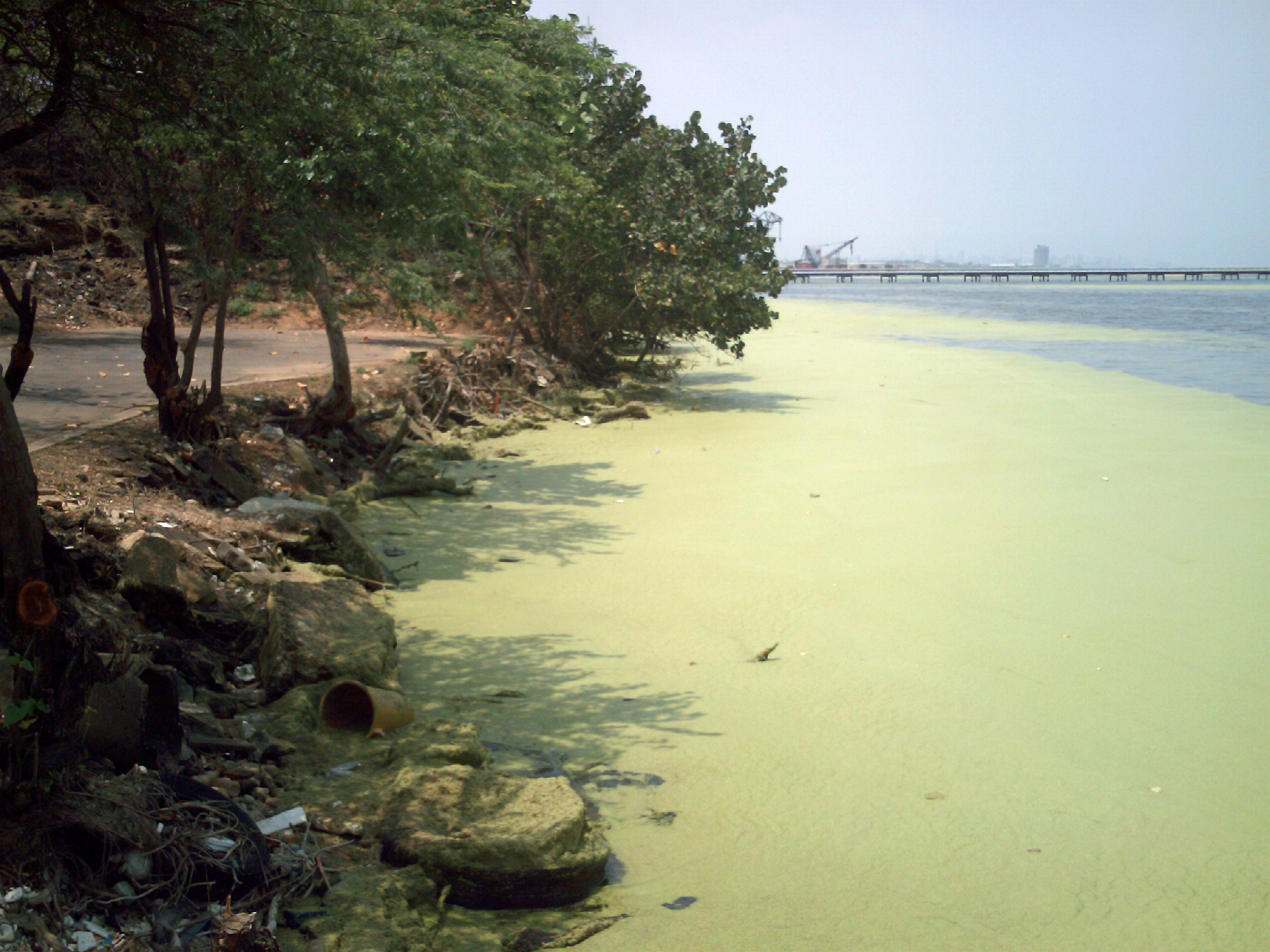
El llac Maracaibo amb contaminació d'origen difús, la zona verda està colonitzada per plantes aquàtiques del gènere Lemna

La contaminació difusa és l'alliberament de contaminants potencials dins d'un ample marge d'activitats les quals individualment no tindrien efecte en el medi ambient, però com que això passa en una gran superfície poden tenir un impacte significatiu, com per exemple la reducció de la qualitat de l'aigua (eutrofització per exemple), la disminució de la vida silvestre, etc.
Al contrari que la contaminació puntual que entra en el curs d'un riu des d'un lloc específic, com pot ser una canonada de descàrrega, la contaminació difusa ocorre quan les substàncies es deixen anar a les aigües superficials com a resultat de la pluja, la infiltració al sòl (vegeu contaminació del sòl) i l'escolament superficial.

## Contaminants principals
Els dos contaminants més importants en la contaminació difusa són:
- El nitrogen, en les seves formes de gas (nitrogen gas N₂, òxid de dinitrogen N₂O), amoni (NH₃ NH₄+), nitrats i nitrits.
- i el fòsfor: Els adobs fosfatats representen el 80% del fósfor utilitzat mundialment, els detergents el 12% i l'alimentació animal el 5 %. S'ha de tenir en compte que les existències de fòsfor són limitades i el seu cicle és molt lent.

## Solucions
En tractar-se d'activitats humanes molt esteses mundialment, per reduir la contaminació s'hauria d'implementar a nivell mundial un codi de "Bones Pràctiques Agràries" i a més substituir els productes contaminants per altres més respectuosos pel medi ambient. S'ha de tenir en compte que l'alliberament de substàncies contaminants no s'aturaria immediatament després d'aplicar aquestes solucions.